# Camillo Cibin

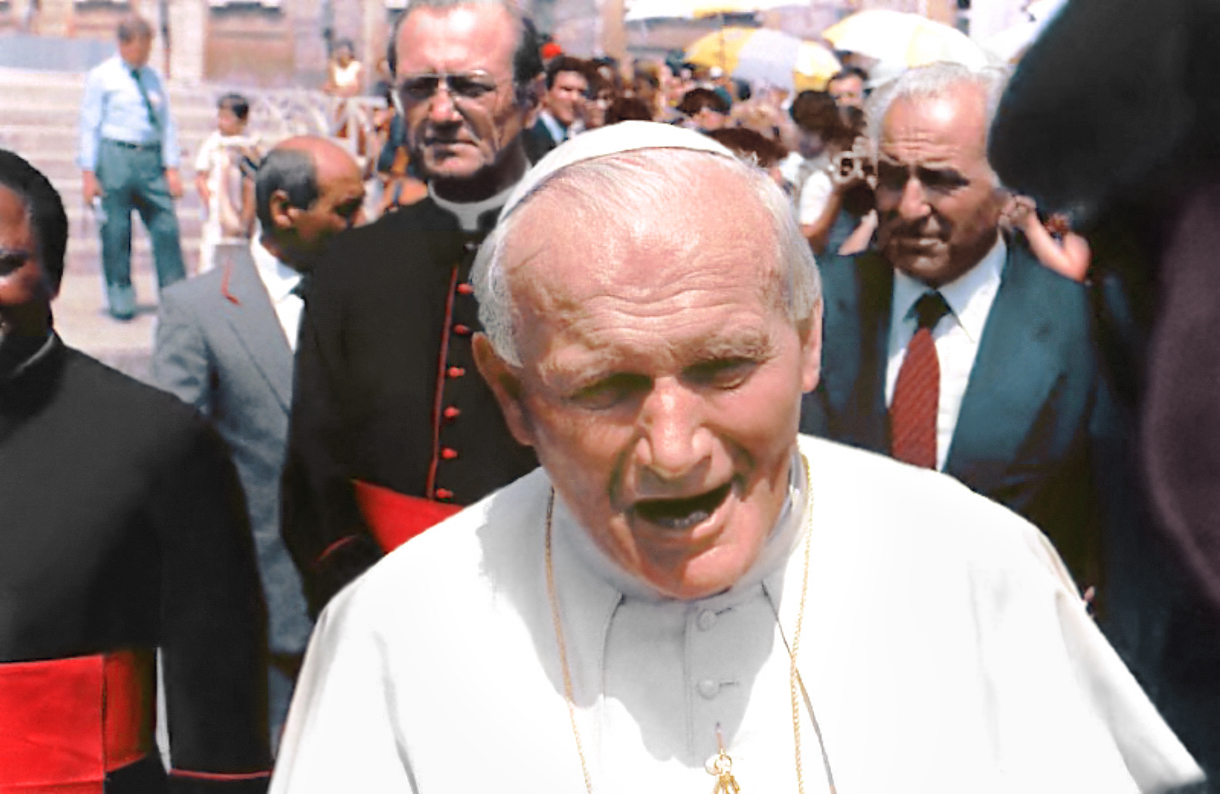
Le 17 07 1985 place Saint-Pierre, Camillo Cibin est derrière le pape Jean-Paul II et Paul Josef Cordes, alors vice-président du Conseil pontifical pour les laïcs.

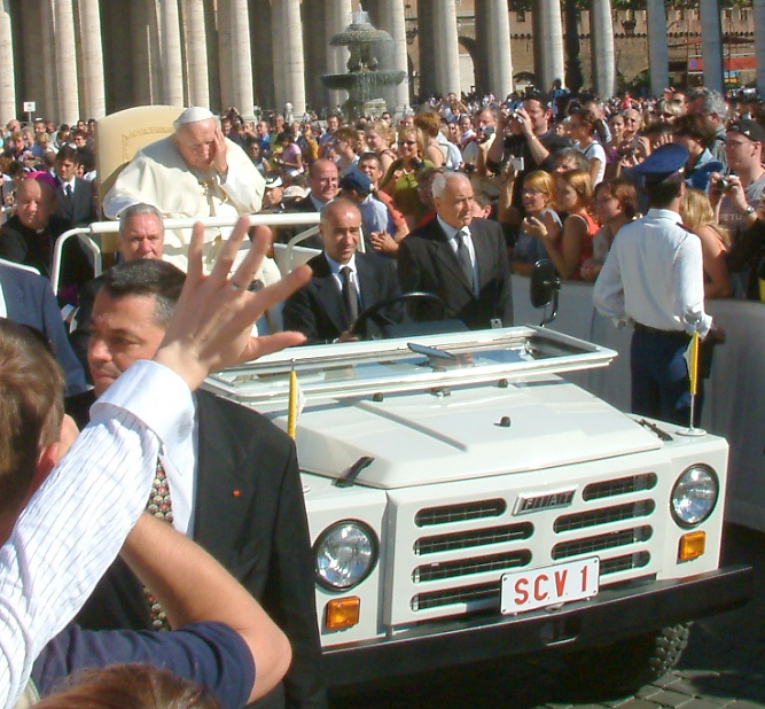
Le 29 09 2004 place Saint-Pierre, Camillo Cibin est à gauche de la papamobile de Jean-Paul II.

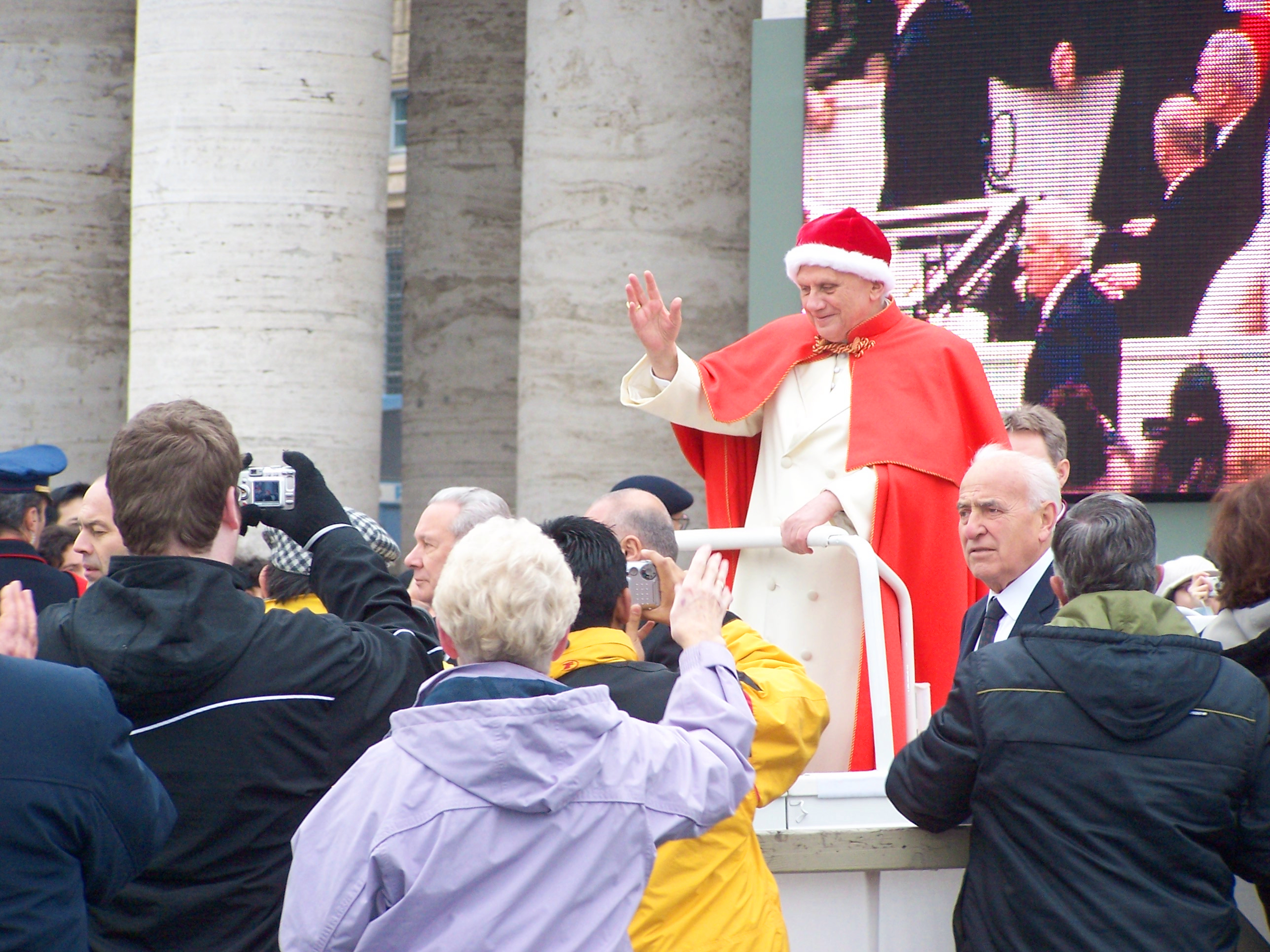
Le 19 12 2005 place Saint-Pierre, Camillo Cibin est à gauche de Benoît XVI.

Camillo Cibin, né le 3 juin 1926 et mort le 25 octobre 2009, est un garde du corps papal et inspecteur général de la Corpo della Gendarmeria, la force de sécurité et de police de la Cité du Vatican. Il prend sa retraite en 2006 après 58 ans de service dans les forces de sécurité et plus de 40 ans en tant que commandant. Il sert comme garde du corps à six papes.

## Jeunesse et carrière
Camillo Cibin est né à Salgareda, dans la province septentrionale de Trévise en Italie, le 3 juin 1926.
Le 1er mai 1947, il devient officier de la gendarmerie pontificale de l'époque (Corpo della Gendarmeria dello Stato della Città del Vaticano) à 21 ans, atteignant rapidement le grade de lieutenant. Il commence à servir et est chargé de la sécurité au Concile du Vatican dans les années 1960.
Camillo Cibin est en service au sein de la Gendarmerie du Vatican sans interruption jusqu'en 2006. Au cours de sa longue carrière, il est notamment chargé d'assurer la sécurité de six papes : Pie XII, Jean XXIII, Paul VI, Jean-Paul Ier, Jean-Paul II et Benoît XVI. Dans les années 1960, il est nommé inspecteur général de la gendarmerie vaticane par le troisième d'entre eux. Le 20 janvier 1971, lorsque le corps de la gendarmerie est dissous par le pape Paul VI, Camillo Cibin est nommé sous-chef du nouveau Bureau central de surveillance de l'État de la Cité du Vatican, dont il devient chef le 1er août 1972, puis surintendant en juillet 1975.
Il exercé ses fonctions pendant le Concile Vatican II et trois conclaves. Il était également responsable de la sécurité des papes lorsqu'ils voyageaient à l'étranger, la dernière fois en mai 2006 lors de la visite du pape Benoît XVI en Pologne.
Camillo Cibin a dirigé la gendarmerie du Vatican bien au-delà de la limite d'âge fixée à 75 ans. Le 3 juin 2006, le jour de son quatre-vingtième anniversaire, il quitte ses fonctions et prend sa retraite après plus de 58 ans de service. Son successeur est Domenico Giani.

## Tentative d'assassinat du pape Jean-Paul II
À partir de 1978, il est au service de Jean-Paul II et, en tant que responsable de sa protection, il est également présent sur la place Saint-Pierre le 13 mai 1981, lorsque le terroriste Mehmet Ali Ağca tente de tuer le souverain pontife, le blessant. Immédiatement après les coups de feu, alors que les agents mettent le pape à couvert, Camillo Cibin se jette par-dessus les barrières en bois et réussit à maîtriser Ağca avec l'aide de certaines personnes présentes. Le Turc sera reconnu coupable de la tentative d'assassinat et passera 19 ans dans une prison italienne. À l'issue de l'attentat, Camillo Cibin présente sa démission à Jean-Paul II, qui la rejette.
En janvier 1982, Camillo Cibin est nommé chef du bureau central de surveillance, puis inspecteur général, suivant le pontife dans l'ensemble de ses 104 voyages apostoliques à l'étranger et de nombreux autres en Italie.
Un an plus tard, sa présence s'avère à nouveau fondamentale lorsque, le 12 mai, il empêche Juan María Fernández y Krohn, un prêtre intégriste fanatique espagnol opposé à la libéralisation de l'Église, de poignarder le  pape lors de sa visite à Fátima,. Jean-Paul II n'est que légèrement blessé.

## Mort et funérailles
Camillo Cibin meurt trois ans après avoir pris sa retraite, le 25 octobre 2009, à 83 ans de causes naturelles,. La messe de ses obsèques a lieu le 27 octobre 2009 dans la basilique Saint-Pierre du Vatican, à l'autel de la Chaire de saint Pierre, et est célébrée par le cardinal Giovanni Lajolo,.

## Honneurs

### Honneurs italiens
- Commandeur de l'Ordre du mérite de la République italienne

« À l'initiative du Président de la République »— le 4 octobre 1985,.

### Distinctions vaticanes
- Chevalier Grand-Croix de l'Ordre de Saint-Grégoire-le-Grand (Saint-Siège)
- Commandeur de l'Ordre de Saint-Sylvestre (Saint-Siège)
- Croix Pro Ecclesia et Pontifice (Saint-Siège)